# 密钥签名聚会

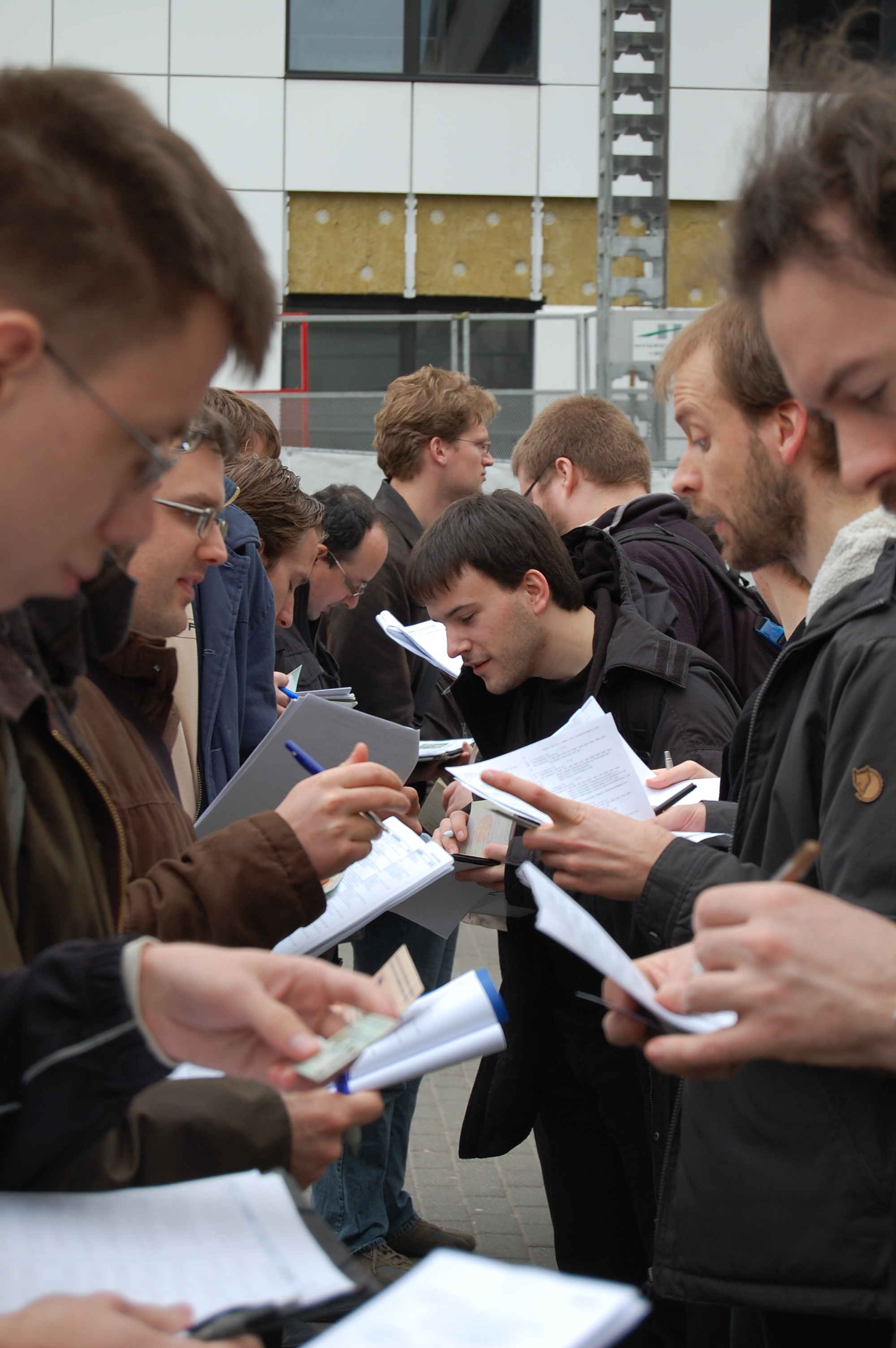
在 FOSDEM 2008 前的签名。

在公钥密码学中，一场密钥签名聚会是人们亲自向其他人展示他们的公钥的事件，如果他们确信该密钥确实属于声称它的人，则对包含该公钥的证书以及此人的姓名等进行数字签名。密钥签名聚会在 PGP 和 GNU Privacy Guard 社区中很常见，因为 PGP 公钥基础结构不依赖于中央密钥认证机构，而是依赖于分布式的信任网络。密钥签名聚会是加强信任网络的一种方式。密钥签名聚会的参与者应出示足够的身份证件。 
尽管 PGP 密钥通常与个人计算机一起用于与 Internet 相关的应用程序，但密钥签名聚会本身通常不涉及计算机，因为这会给攻击者增加攻击的机会。相反，参与者写下一串字母和数字，称为公钥指纹，代表他们的密钥。指纹由加密哈希函数创建，该函数将公钥压缩为更短且更易于管理的字符串。参与者在验证彼此的身份时交换这些指纹。然后，聚会结束后，他们获取与收到的指纹对应的公钥并对其进行数字签名。